# 救兵镇
救兵镇是中华人民共和国辽宁省抚顺市抚顺县下辖的一个镇。
2013年8月5日，辽宁省人民政府批复同意撤销救兵乡设立救兵镇，并开展镇政府驻地由救兵村迁至康西村的筹备工作。

## 行政区划
救兵镇下辖以下村级行政区划单位：
救兵村、通什村、后腰村、石门村、马郡村、五牛村、山龙村、板城村、马鲜村、小东村、马和村、大东村、康西村和王木村。